# Горьківська сільська рада (Дніпровський район)
| Титоровська сільська рада — сільська рада у Дніпровському районі Дніпропетровської області з адміністративним центром у селищі Горького. Сільській раді підпорядковані населені пункти: - c-ще Титорове - с. Долинське - с. Нове - с. Пашена Балка - с-ще Шевченко Населення зменшилося з 2 950 мешканців у 1959 р. до 2 450 у 2005 р. |

## Склад ради
Рада складається з 18 депутатів та голови.

## Керівний склад сільської ради
| ПІБ                       | Основні відомості                                                                             | Дата обрання | Дата звільнення |
| ------------------------- | --------------------------------------------------------------------------------------------- | ------------ | --------------- |
| Сергій Андрійович Попов   | Сільський голова, 1960 року народження, освіта, член Всеукраїнського об'єднання «Батьківщина» | 26.03.2006   | 31.10.2010      |
| Сергій Андрійович Попов   | Сільський голова, 1960 року народження, освіта вища, член Партії регіонів                     | 31.10.2010   | 06.11.2016      |
| Леонід Олександрович Баєв | Сільський голова 1967 року народження, освіта вища, патріот України                           | 06.11.2015   |                 |

Примітка: таблиця складена за даними джерела

## Адреса ради
Адреса: с-ще Титорове вул. Дружби, 7.